# Äideistä parhain
Äideistä parhain (título en español, Madre mía o Adiós mamá; título en sueco, Den bästa av mödrar) es una película finlandesa-sueca estrenada en 2005. Fue dirigida por Klaus Härö y recibió buenas críticas de la prensa finlandesa. Fue seleccionada como candidata de Finlandia para el Óscar a la mejor película de habla no inglesa en los Premios de la Academia de 2005. La película se basa en una novela de Heikki Hietamies.

## Sinopsis
La película narra la historia de un niño finlandés llamado Eero Lahti, interpretado por Topi Marjaniemi como niño y por Esko Salminen como adulto. Debido al fallecimiento del padre de Eero en la Guerra de Invierno, su madre  (Marjaana Maijala) cae en una profunda depresión y decide enviar a Eero a Suecia como refugiado. De esta manera, relata la evacuación de uno de los 80.000 niños finlandeses hacia otros países escandinavos (en especial, a Suecia, país neutro que acogió a 70.000 niños entre 1939 y 1945) por medio de las penurias que pasa Eero, un niño de nueve años.
Eero es ubicado con una familia en Escania. La historia se centra en las dificultades de Eero para adaptarse a esta nueva situación, lo que incluye la barrera lingüística, el resentimiento hacia su nueva madre, Signe (Maria Lundqvist), el deseo de Eero de regresar con su madre biológica y su miedo al abandono.

## Reparto
- Topi Marjaniemi, como Eero Lahti.
- Esko Salminen, como Eero Lahti (en la actualidad).
- Marjaana Maijala, como Kirsi Lahti, madre de Eero.
- Aino-Maija Tikkanen, como Kirsi Lahti (en la actualidad).
- Maria Lundqvist, como Signe Jönsson, madre de Eero en Suecia.
- Michael Nyqvist, como Hjalmar Jönsson, padre de Eero en Suecia.

## Premios
La película ganó varios premios: 
- Festival Internacional de Cine de El Cairo
- Lübeck Nordic Film Days
- Festival Internacional de Cine de Palm Springs
- Premios Satellite
- Muestra Internacional de Cine de São Paulo
- Viareggio EuropaCinema

Por su parte, la actriz Maria Lundqvist ganó premios en:
- Muestra Internacional de Cine de São Paulo
- Premios Jussi, equivalentes finlandeses al Óscar.
- Premios Guldbagge